# 杰拉德·温斯坦利
杰拉德·温斯坦利（英語：Gerrard Winstanley，1609年10月19日—1676年9月10日），英国护国公时期政治哲学家、社会活动人士。“掘土派”领袖，领导贫民开垦公用地（common pasture），主张土地共有，人民共同耕种土地。
温斯坦利出生于兰开郡，早年从商，英国内战爆发后破产。著作有《英格兰被压迫贫民宣言》（A Declaration from the Poor Oppressed People of England）、《新正义法典》（The New Law of Righteousness）、《自由法》（The Law of Freedom in a Platform）等。在《自由法》中，他主张废除财产和工资是基督教社会的基础。
温斯坦利的思想带有现代无政府主义、共产主义及农业社会主义色彩，他因此被视作无政府主义的先驱。马克思主义唯物史观定义他为空想社会主义理论家，认为他的局限性在于“时而寄希望于开明的统治者、时而寄希望于人民的理智，不主张动用暴力”。俄罗斯莫斯科的亚历山大花园方尖碑在苏联时期曾刻有“工人解放斗争中杰出的思想家”名单，其中便有温斯坦利的名字。2009年12月，牛津大学出版社出版《杰拉德·温斯坦利全集》。